# 8.ª División de la Fuerza Aérea de Campo
La 8.ª División de la Fuerza Aérea de Campo (8. Luftwaffen-Feld-Division) fue una unidad militar de la Luftwaffe durante la Segunda Guerra Mundial.

## Historia
Formada el 29 de octubre de 1942 en Mielau (Mlawa) desde la 42.º Regimiento de Instrucción Aérea.

## Comandantes
- Coronel Hans Heidemeyer – (1 de octubre de 1942 – 1 de febrero de 1943)
- Coronel Kurt Hähling (Ejército) – (1 de febrero de 1943 – 15 de febrero de 1943)
- Teniente general Willibald Spang – (15 de febrero de 1943 – marzo de 1943)

## Jefes de Operaciones (Ia)
- Mayor Hans Reuter – (octubre de 1942 – enero de 1943)
- Capitán Otto Jaeger – (enero de 1943 – marzo de 1943)

## Orden de Batalla
La división consiste en:
- I Batallón (Infantería, no personal de regimiento)
- II Batallón (Infantería, no personal de regimiento)
- III Batallón (Infantería, no personal de regimiento)
- 8.ª División de la Fuerza Aérea de Campo de Batallón Antitanque
- 8.ª División de la Fuerza Aérea de Campo de Batallón de Artillería
- 8.ª División de la Fuerza Aérea de Campo de Batallón Antiaéreo
- 8.ª División de la Fuerza Aérea de Campo de Compañía de Ciclista
- 8.ª División de la Fuerza Aérea de Campo de Compañía de Ingeniero
- 8.ª División de la Fuerza Aérea de Campo de Compañía Aérea de Comunicaciones
- 8.ª División de la Fuerza Aérea de Campo del Comandante de Tropas de Suministro

Cada batallón de infantería estaba compuesto por 4 compañías. Entró en acción en diciembre de 1942. Grandes pérdidas en el área de Taganrog, y los restos fueron incorporado a la 15.ª División de la Fuerza Aérea de Campo en marzo de 1943. La división fue oficialmente disuelta en mayo de 1943.

## La división sirvió bajo los siguientes Cuarteles
| Enero de 1943 – febrero de 1943 | XVII Cuerpo de Ejército/Grupo de Ejércitos Hollidt | Don* |
| Marzo de 1943                   | III Cuerpo de Ejército/1.º Ejército Panzer         | Don* |

- sólo quedaron restos en febrero de 1943 - marzo de 1943